# Mulberry Grove (Illinois)
Mulberry Grove es una villa ubicada en el condado de Bond en el estado estadounidense de Illinois. En el Censo de 2010 tenía una población de 634 habitantes y una densidad poblacional de 244,3 personas por km².

## Geografía
Mulberry Grove se encuentra ubicada en las coordenadas 38°55′31″N 89°15′43″O / 38.92528, -89.26194. Según la Oficina del Censo de los Estados Unidos, Mulberry Grove tiene una superficie total de 2.6 km², de la cual 2.57 km² corresponden a tierra firme y (0.9%) 0.02 km² es agua.

## Demografía
Según el censo de 2010, había 634 personas residiendo en Mulberry Grove. La densidad de población era de 244,3 hab./km². De los 634 habitantes, Mulberry Grove estaba compuesto por el 93.85% blancos, el 4.73% eran afroamericanos, el 0% eran amerindios, el 0% eran asiáticos, el 0.16% eran isleños del Pacífico, el 0.16% eran de otras razas y el 1.1% pertenecían a dos o más razas. Del total de la población el 1.58% eran hispanos o latinos de cualquier raza.